# Автошлях E56
Європейський маршрут Е56 — європейський автомобільний маршрут категорії А, що з'єднує міста Нюрнберг (Німеччина) і Заттледт (Австрія). Довжина маршруту — 330 км.

## Міста, через які проходить маршрут
Маршрут Е56 проходить через дві європейські країни:
- : Нюрнберг - Регенсбург - Деггендорф - Пассау -
- : Рід - Вельс - Заттледт

Е56 перетинається з маршрутами
|  | - E45 - E50 - E51 |  | - E552 - E57 |

## Див. Також
- Список європейських автомобільних маршрутів